# 崧厦街道
崧厦镇，原为崧厦镇，中国浙江省绍兴市上虞市下辖的一个镇。2019年10月15日，撤镇设街道。
崧厦街道的伞业较为发达。2024年，崧厦拥有1400多家制伞企业、18个伞业专业村。2002年11月，中国轻工业联合会将崧厦命名为“中国伞城” 。

## 行政区划
崧厦街道现辖：
祝家街社区、顾家弄社区、跃进社区、章家村、西华村、内五甲村、外五甲村、联海村、联塘村、勤联村、寺前村、福海村、前庄村、三友村、黄家堰村、陆家村、时华村、三华村、丁泽村、严巷头村、潘韩村、新光村、共何村、万湖村、东上湖村、联胜村、新下湖村、庙川村、杭郭村、雀嘴村、双埠村、任谢村、祝温村、金中村、章黎村、舜源村、东凌湖村、蔡林村、杨凌湖村、港联村、吕家埠村、蒲家村。